# Fawzi Al-Issawi
Fawzi Al-Issawi   (Bengasi, 27 de febrer de 1960) és un exfutbolista libi de la dècada de 1980. Fou internacional amb la selecció de futbol de Líbia. Pel que fa a clubs, destacà a Al-Nasr Bengasi. El 2018 fou entrenador a Al-Nasr Bengasi i a la selecció de Líbia. És considerat el millor futbolista libi de tots els temps.